# Colombia (Huila)
Colombia é um município da Colômbia, localizado no departamento de Huila.